# Чемпионат Европы по лёгкой атлетике в помещении 2015 — эстафета 4×400 метров (женщины)
Соревнования в эстафете 4×400 метров у женщин на чемпионате Европы по лёгкой атлетике в помещении в Праге прошли 8 марта 2015 года на «O2 Арене». К соревнованиям были допущены 6 сильнейших сборных по итогам летнего сезона 2014 года.

## Рекорды
До начала соревнований действующими были следующие рекорды в помещении.
| Мировой рекорд                   | Россия · Юлия Гущина · Ольга Котлярова · Ольга Зайцева · Олеся Красномовец             | 3.23,37 | Глазго, Великобритания | 28 января 2006  |
| Рекорд Европы                    | Россия · Юлия Гущина · Ольга Котлярова · Ольга Зайцева · Олеся Красномовец             | 3.23,37 | Глазго, Великобритания | 28 января 2006  |
| Рекорд чемпионатов Европы        | Великобритания · Эйлид Чайлд · Шейна Кокс · Кристин Охуруогу · Перри Шейкс-Дрейтон     | 3.27,56 | Гётеборг, Швеция       | 3 марта 2013    |
| Лучший результат сезона в мире   | Техасский университет Моролаке Акиносун Эшли Спенсер Кортни Около Кендалл Бейсден      | 3.29,36 | Фейетвилл, США         | 14 февраля 2015 |
| Лучший результат сезона в Европе | Великобритания · Эмили Даймонд · Серен Банди-Дэвис · Шелайна Оскан-Кларк · Келли Мэсси | 3.32,83 | Глазго, Великобритания | 24 января 2015  |

## Расписание
| Дата         | Время | Раунд соревнований |
| ------------ | ----- | ------------------ |
| 8 марта 2015 | 17:35 | Финал              |

Время местное (UTC+2)

## Результаты
Обозначения: WR — Мировой рекорд | ER — Рекорд Европы | CR — Рекорд чемпионатов Европы | NR — Национальный рекорд | WL — Лучший результат сезона в мире | EL — Лучший результат сезона в Европе | DNS — Не стартовали | DNF — Не финишировали | DQ — Дисквалифицированы

Финал в эстафете 4×400 метров у женщин состоялся 8 марта 2015 года.
| Место | Команда                                                                         | Результат | Примечания |
| ----- | ------------------------------------------------------------------------------- | --------- | ---------- |
| 1     | Франция (Флория Гей, Элеа-Марьяма Диарра, Агнес Рааролаи, Мари Гайо)            | 3:31.61   | EL         |
| 2     | Великобритания (Келли Мэсси, Серен Банди-Дэвис, Лора Мэддокс, Кирстен Макаслан) | 3:31.79   |            |
| 3     | Польша (Йоанна Линкевич, Малгожата Голуб, Моника Щенсная, Юстина Свенти)        | 3:31.90   |            |
| 4     | Чехия (Дениса Росолова, Гелена Иранова, Зденка Сейдлова, Зузана Гейнова)        | 3:32.08   |            |
| 5     | Украина (Наталья Пигида, Наталья Лупу, Алина Логвиненко, Юлия Олишевская)       | 3:32.39   |            |
| 6     | Россия (Карина Трипутень, Екатерина Реньжина, Ольга Товарнова, Яна Глотова)     | 3:32.53   |            |